# Пыталь
Пыталь — река в Калужской и Тульской областях России.
Протекает по территории Ферзиковского и Алексинского районов. Впадает в реку Оку в 1050,6 км от её устья по левому берегу. Длина реки составляет 11 км.

## Данные водного реестра
По данным государственного водного реестра России относится к Окскому бассейновому округу, водохозяйственный участок реки — Ока от города Калуга до города Серпухов, без рек Протва и Нара, речной подбассейн реки — бассейны притоков Оки до впадения Мокши. Речной бассейн реки — Ока.
Код объекта в государственном водном реестре — 09010100812110000021777.